# Mónica del Carmen
Mónica del Carmen (Oaxaca, 24 mei 1982) is een Mexicaanse actrice.

## Levensloop en carrière
Del Carmen voltooide haar studies in 2004. Haar eerste filmrol kreeg ze in Babel in 2006.  In 2010 speelde ze de hoofdrol in Año Bisiesto. Deze film won een prijs op het Filmfestival van Cannes. 